# Середній палець (жест)

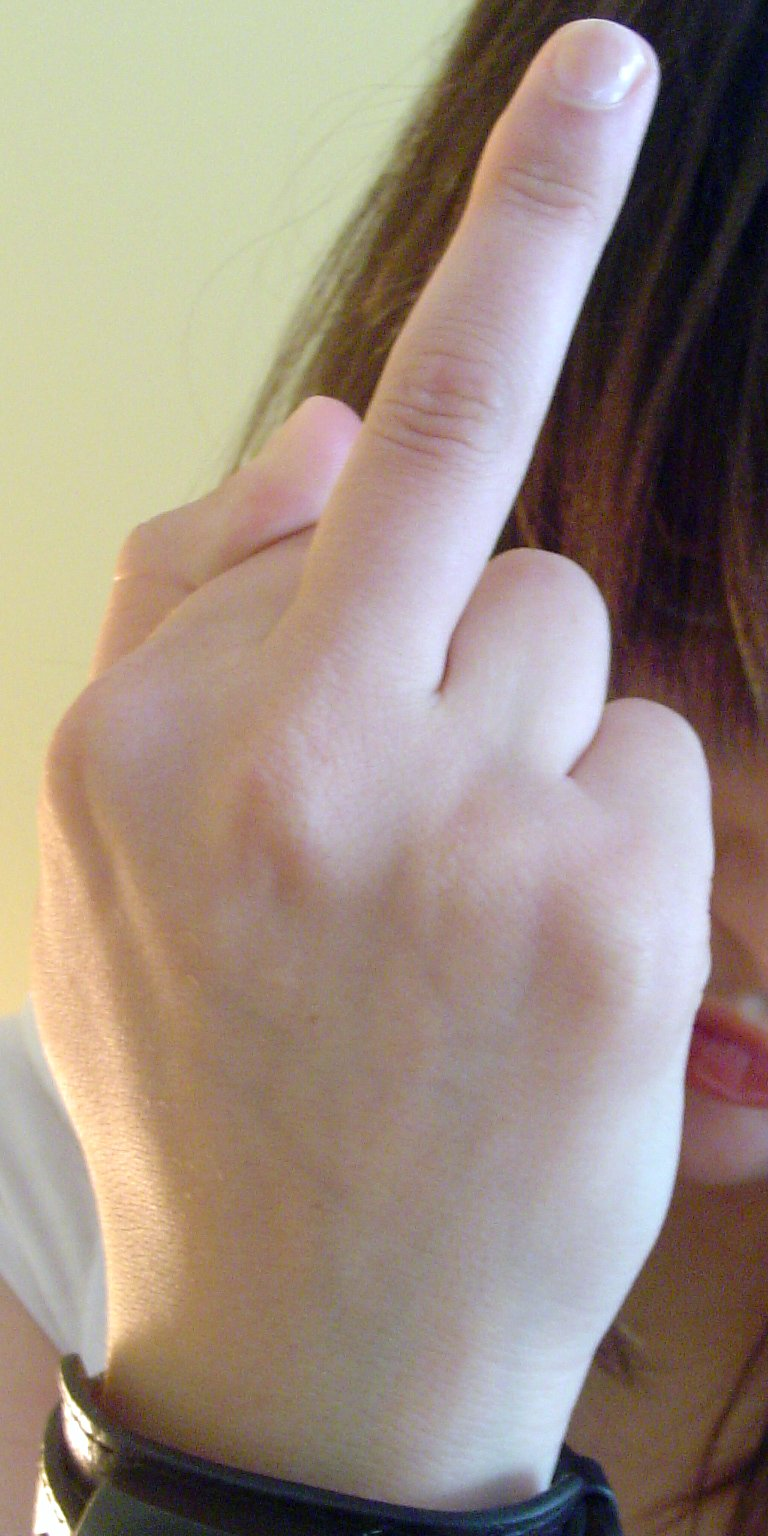
Середній палець

Середній палець, або фак (від англ. fuck) — непристойний жест, що полягає в тому, що середній палець піднімається вгору або вперед, а інші чотири пальці притискаються до долоні. Середній палець при цьому виступає як фалічний символ. Іноді великий палець не притискають до долоні, а відставляють убік, але суть жесту від цього не змінюється.
Жест служить прямою образою або грубою вимогою дати спокій, «відчепитися» (зокрема, середній палець приставляють до об'єктиву камери, вимагаючи припинити зйомку). В англомовних країнах вербальний аналог цього жесту — лайка «Fuck you!» чи вимога залишити в спокої — «Fuck off!».
В юнікоді існує окремий символ для цього жесту — 🖕‎.